# Amadeo Carrizo
Amadeo Raúl Carrizo (* 12. Juni 1926 in Rufino; † 20. März 2020 in Buenos Aires) war ein argentinischer Fußballspieler. Mit der Nationalmannschaft seines Heimatlandes nahm er an der Fußball-Weltmeisterschaft 1958 teil.

## Karriere

### Vereinskarriere
Amadeo Carrizo begann seine fußballerische Laufbahn im Jahre 1945 bei CA River Plate in Buenos Aires, wo er am 6. Mai 1945 debütierte. Dort war er Teil der berühmten La Maquina, die in den Vierziger- und Fünfzigerjahren zahlreiche Meistertitel für River Plate gewann. Insgesamt gewann Carrizo mit River Plate, wo er unter anderem mit anderen Fußballgrößen der damaligen Zeit wie Ángel Labruna, Félix Loustau, Ermindo Onega, Walter Gómez oder Federico Vairo zusammen spielte, zwischen 1947 und 1957 sieben Mal die argentinische Fußballmeisterschaft, sowie zweimal die Copa Aldao und einmal die Copa Dr. Carlos Ibarguren. Dabei war er ab 1948 der unangefochtene Stammtormann. 1966 erreichte er mit River zudem die Finalspiele der Copa Libertadores, wo CA Peñarol aus Uruguay schließlich nach drei Partien die Oberhand behielt.
Carrizo spielte von 1945 bis 1968 dreiundzwanzig Jahre lang bei River Plate und absolvierte 521 Ligaspiele für den Verein, womit er noch heute der Rekordspieler ist. Am 14. Juli 1968 stellte er mit 769 Minuten ohne Gegentor einen weiteren heute noch gültigen Rekord auf.
1969 schloss sich CD Los Millonarios aus Kolumbiens Hauptstadt Bogotá an, wo er am 17. April 1970 seine aktive Laufbahn nach 53 Spielen für Los Millonarios beendete. Dort erwirtschaftete er sich mit seinen oft artistischen Paraden den Beinamen Tarzán.
1969 verstärkte er zwei peruanische Vereine in zwei Spielen: Alianza Lima gegen Lev Yashins Dynamo Moskau und Club Universitario de Deportes gegen den SC Corinthians Paulista aus Brasilien.
Er gilt gemeinhin als einer der ersten Fußballtorhüter, die aktiv am Spielgeschehen teilnahmen, indem sie herausliefen und den Ball auch einmal mit dem Fuß zum Mitspieler spielten, ohne ihn vorher aufgenommen zu haben. Seine Tacklings und Dribblings waren gekonnt, und seine bis zu sechzig Meter langen Pässe auf Stürmer Walter Gómez wurden Teil seiner Legende. Zudem war er einer der ersten Torhüter in Argentinien, die mit Handschuhen spielten. Hier folgte er 1957 dem Beispiel des italienischen Tormanns Giovanni Viola und er importierte seine ersten aus Italien.

### Nationalmannschaft

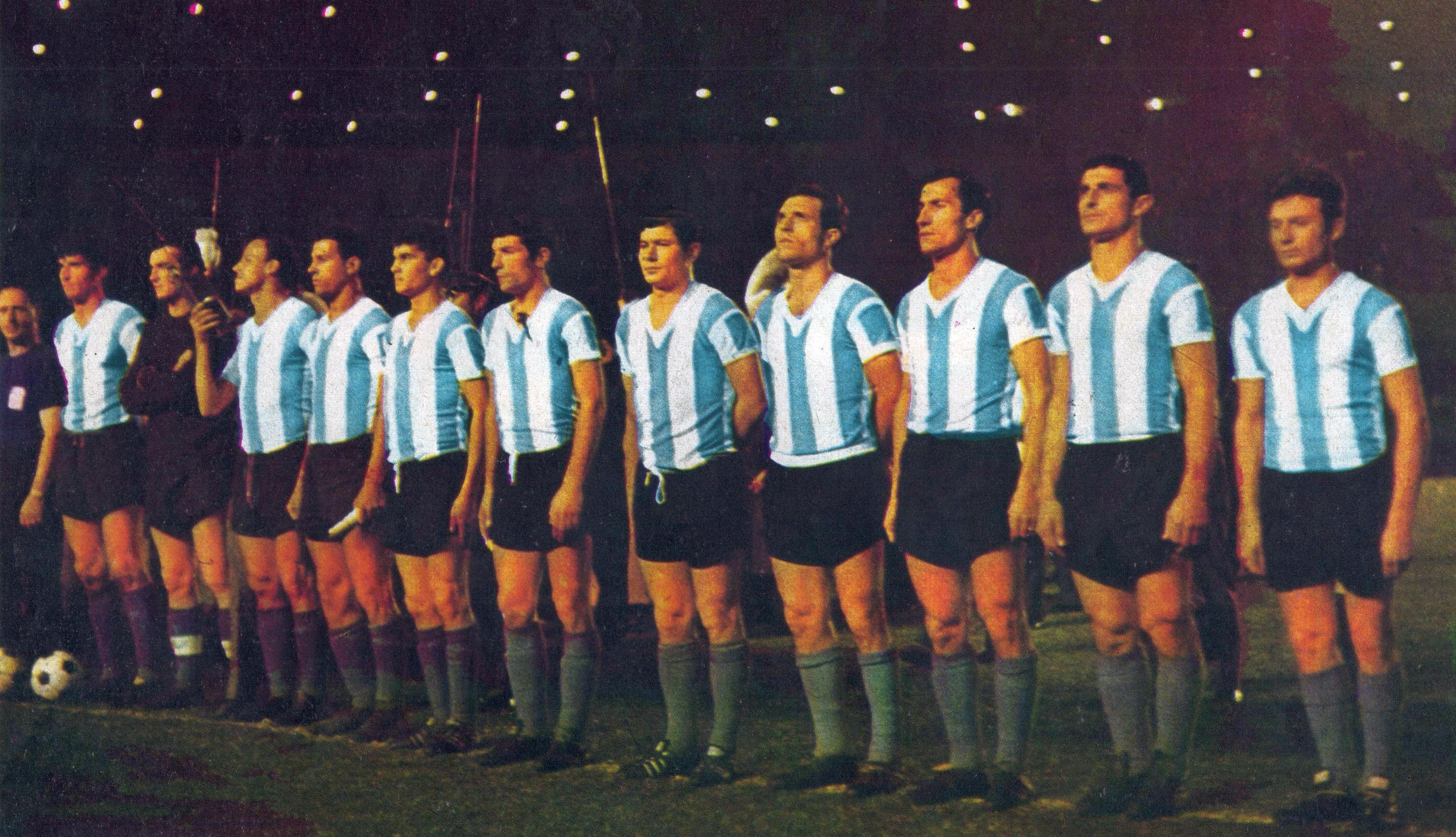
Argentinien mit Carrizo bei der Taça das Nações 1964

Amadeo Carrizo wurde in der argentinischen Fußballnationalmannschaft zwischen 1954 und 1964 insgesamt zwanzigmal eingesetzt. Von Argentiniens Nationaltrainer Guillermo Stábile wurde er ins Aufgebot der Südamerikaner für die Fußball-Weltmeisterschaft 1958 in Schweden berufen. Bei dem Turnier wurde er in allen drei Spielen seiner Mannschaft als Stammtorhüter eingesetzt und musste dabei auch das 1:6 im letzten Gruppenspiel gegen die Tschechoslowakei über sich ergehen lassen. Argentinien schied bereits in der Vorrunde als Gruppenletzter hinter Deutschland, Nordirland und eben der Tschechoslowakei aus.
1964 gewann er mit Argentinien die Taça das Nações in Brasilien, die dort zum 50-jährigen Jubiläum des Brasilianischen Fußballverbandes abgehalten wurde. Neben dem Gastgeber Brasilien (Weltmeister 1962) nahmen an diesem internationalen Fußballturnier England (Weltmeister 1966) und Portugal (Weltmeisterschaftsdritter 1966) teil. Argentinien besiegte alle drei Mannschaften.

### Trainer
1972 trainierte er Deportivo Armenio, ein Verein in der Provinz Buenos Aires, mit dem er in die Liga Primera C aufstieg. 1973 kehrte er noch einmal nach Kolumbien zurück, wo er in der ersten Liga Once Caldas aus Manizales, damals als Cristal Caldas firmierend, trainierte.

## Weiteres
1950 hatte er eine kleinere Rolle im Filmlustspiel Cinco grandes y una chica („Die fünf Großen und das Mädchen“) des Regisseurs Augusto César Vatteone.
Auf Initiative Carrizos und einiger Kollegen wurde im Jahr 2000 der 12. Juni, sein Geburtstag, zum Dia del Arquero („Tag des Tormanns“) erklärt. Historisch ist Dia del Arquero in Argentinien eine humorige Bezeichnung für einen Tag, an dem etwas Unwahrscheinliches passieren wird, beispielsweise wann wohl jemand endlich seine Schulden bezahlen wird; oder dass ein Verein aus dem zweiten Glied die Meisterschaft feiert.
Seit dem 17. August 2008 ist der untere Sektor der Platea General Belgrano, der Haupttribüne, des Estadio Monumental Antonio Vespucio Liberti nach ihm benannt. Am 27. Dezember 2013 wurde er zum bislang einzigen Ehrenpräsidenten von River Plate ernannt.
Amadeo Carrizo, der in Buenos Aires im gutbürgerlichen Viertel Villa Devoto lebte, verstarb am 20. März 2020 nach einem zahlreichen Gebrechen geschuldeten 10-tägigem Klinikaufenthalt im Viertel Belgrano, knapp drei Kilometer vom Estadio Monumental entfernt, im Alter von 93 Jahren.

## Erfolge
- Taça das Nações: 1964
- Argentinischer Meister: 1945, 1947, 1952, 1953, 1955, 1956, 1957
- Copa Aldao: 1945, 1947
- Copa Dr. Carlos Ibarguren: 1952
- Südamerikas Torhüter der Jahrhunderts (1998)